# 太阳宫站
太阳宫站是北京地铁10号线和17号线的一座换乘站。车站位于北京市朝阳区太阳宫地区太阳宫南街、太阳宫中路交叉口。10号线车站于2008年7月19日随10号线一期开通，17号线部分于2023年12月30日随17号线北段开通。

## 位置
太阳宫站位于北京市朝阳区太阳宫中路与太阳宫南街交叉路口。因地处东北三环路与东北四环路之间的太阳宫地区而得名。供奉太阳的庙宇称为太阳宫，太阳宫地区原有一座太阳宫，后来成为了地名。

## 车站结构

### 车站楼层
| 地面层                        | 出入口                                    | A—G出入口                               |
| 地下一层 10、17号线站厅层     | 站厅                                      | 问询、售票、安全检查                    |
| 地下二层 换乘厅、10号线站台层 | 换乘厅（双向）                            | 换乘厅（双向）                          |
| 地下二层 换乘厅、10号线站台层 | █ 10号线 外环（芍药居）                   |                                         |
| 地下二层 换乘厅、10号线站台层 | 岛式站台，左側開门                        |                                         |
| 地下二层 换乘厅、10号线站台层 | █ 10号线 内环（三元桥）                   |                                         |
| 地下三层 17号线站台层         |                                           | █ 17号线（北段） 往工人体育场（西坝河） |
| 地下三层 17号线站台层         | 岛式站台，左側開门                        |                                         |
| 地下三层 17号线站台层         | █ 17号线（北段） 往未来科学城北（红军营） |                                         |

### 站厅及换乘
10号线太阳宫站设有两个分离式站厅，其中东厅设有通往站台的直梯。17号线与10号线在本站设置两条换乘通道，其中一条连接10号线东站厅和17号线站厅，另一条连接10号线西站厅和17号线换乘厅，站厅设有壁画《暖阳》。

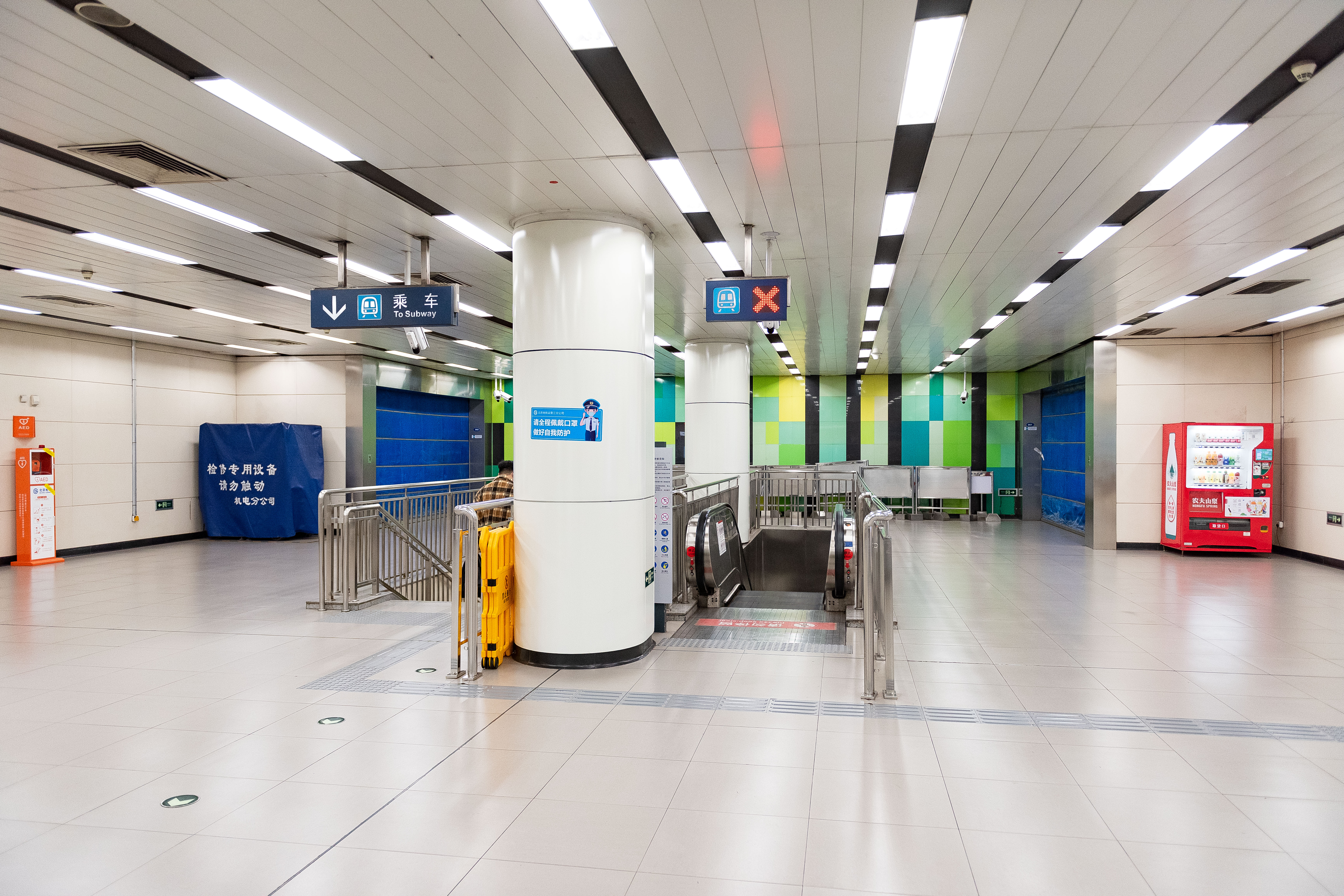
西站厅
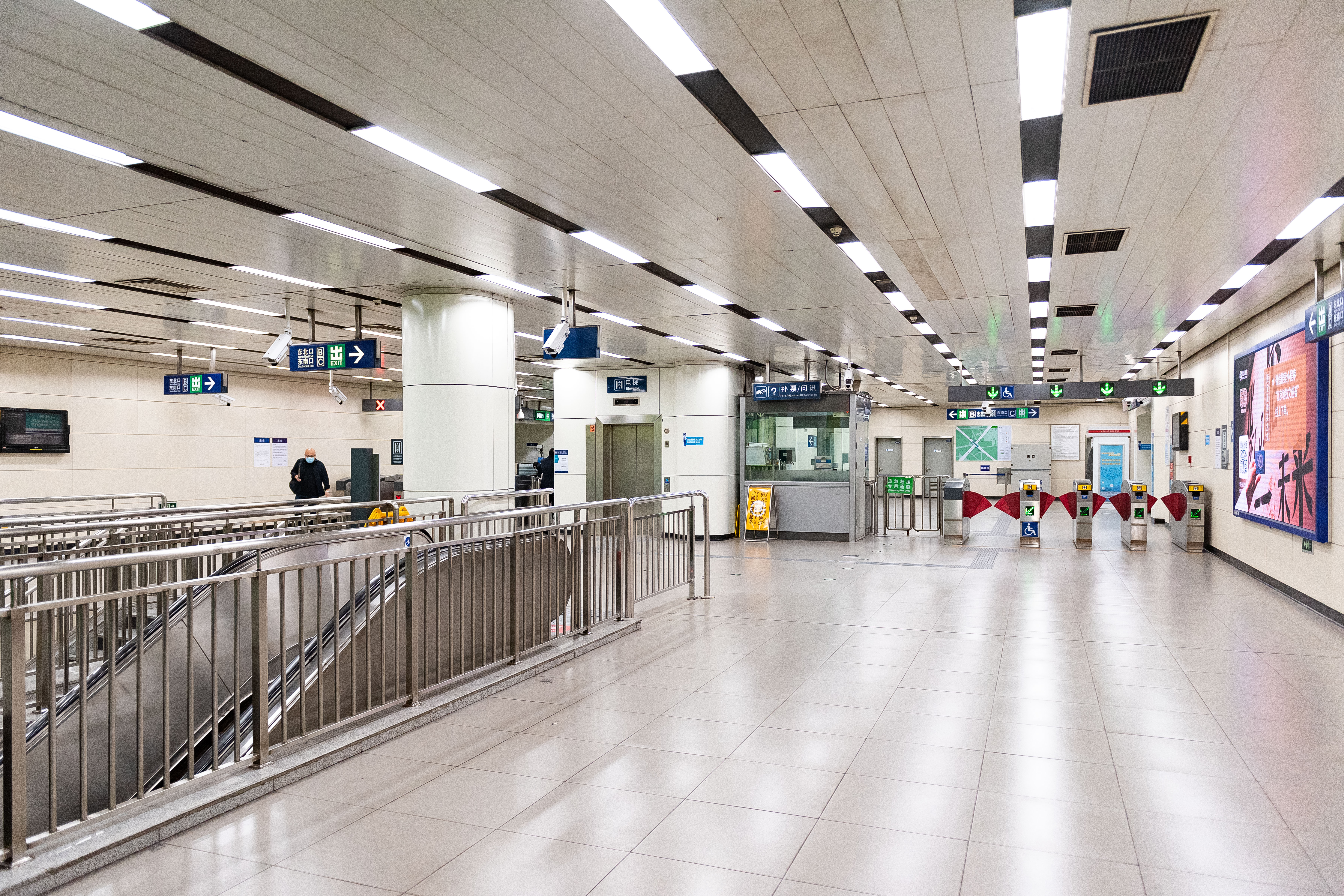
东站厅

## 车站出口
太阳宫站目前有7个出入口，其中A—D口通往10号线站厅，E—G口通往17号线站厅。C（东南）口、F口和G口设有出入口直梯，C口亦有通往凯德MALL·太阳宫商场地下二层的通道。
|                       |                        |                                          |      |            |
|                       |                        |                                          |      |            |
| 編號                  | 指示                   | 建議前往的目的地                         | 照片 | 无障碍设施 |
| 连通 10号线站厅       |                        |                                          |      |            |
| 出口 · A              | 太阳宫中路、太阳宫大街 | 太阳宫、十字口村                         |      | 不適用     |
| 出口 · B              | 太阳宫中路             | 新纪家园、万方景轩、太阳宫公园、太阳星城 |      | 不適用     |
| 出口 · C · 升降机标志 | 太阳宫大街             | 茂华UHN国际村                            |      |            |
| 出口 · C · 升降机标志 | 凯德MALL               |                                          |      | 不適用     |
| 出口 · D              | 太阳宫南街             | 和泰园、西坝河小学                       |      | 不適用     |
| 连通 17号线站厅       |                        |                                          |      |            |
| 出口 · E              | 太阳宫中路             |                                          |      | 不適用     |
| 出口 · F · 升降机标志 | 太阳宫北街             |                                          |      |            |
| 出口 · G · 升降机标志 | 太阳宫中路             |                                          |      |            |
| 註： 設有             |                        |                                          |      |            |